# 豪華究極ゼミナール
『豪華究極ゼミナール』（ごうかきゅうきょくゼミナール）は、1986年7月10日から同年9月25日までテレビ東京系列局で放送されていたテレビ東京製作の情報バラエティ番組である。放送時間は毎週木曜 20:00 - 20:54 （日本標準時）。

## 概要
日本各地の豪華な物と珍味の数々を紹介。1985年10月まで同系列局で放送されていた『知って得するゼミナール』がラスト2回で実施していた「豪華日本一ゼミナール」を単独番組化したもので、司会も同番組から引き続き土居まさるが務めていたが、本番組にはクイズが一切無く、情報の紹介に特化していた。